# André Grobéty
Pour les articles homonymes, voir Grobéty.
André Grobéty, né le 22 juin 1933 à Ballaigues, dans le canton de Vaud, et mort le 20 juillet 2013, est un footballeur international suisse. Grobéty avait notamment participé aux Coupes du monde 1962 au Chili et 1966 en Angleterre avec l'équipe nationale.